# Génie du christianisme

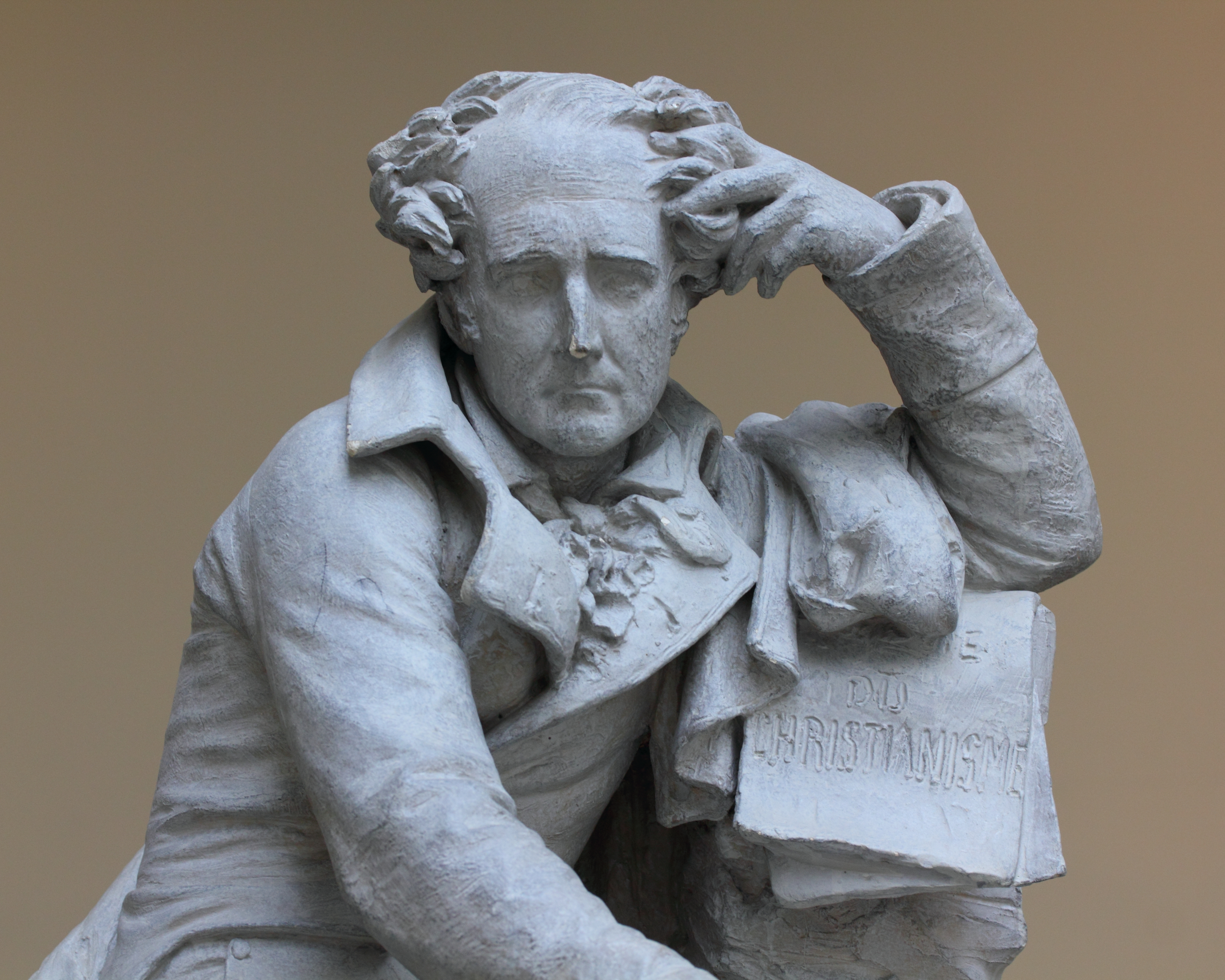
François-René de Chateaubriand

Le Génie du christianisme, ou Beautés de la religion chrétienne is een apologetisch boek uit 1802 van de Franse staatsman en schrijver François-René de Chateaubriand. Hij schreef het tussen 1795 en 1799 tijdens zijn ballingschap in Groot-Brittannië. Gedreven door romantische overwegingen, verdedigt Chateaubriand in het boek de wijsheid en de schoonheid van het christendom.

## Nederlandse vertalingen
- Schoonheden des christendoms, of Zedelijke en dichterlijke voortreffelijkheden van den christelijken godsdienst, vert.  Nicolaas Godfried van Kampen, 2 dln., 1809-1810 (sommige meer katholieke onderdelen weggelaten)
- Schoonheden van den Roomsch Catholijken godsdienst, 1821